# 鶴田一郎
鶴田 一郎（つるた いちろう、1954年4月13日 - ）は日本の画家。独特のタッチで描かれた日本女性の美人画で有名である。
1987年5月から1998年5月まで続いたノエビアのCM「コスメティックルネッサンス」シリーズで起用されたことで有名となった。近年は美人画のみならず、現代の鶴田流琳派をテーマに「雪」「月」「花」や「海を渡る」、仏画などの大作にも挑んでいる。
独特の一重で切れ長の美人画は仏教美術に影響を受けたものだという。京都下京区に事務所兼ギャラリーを兼ねる仕事場を持つ。

## 略歴
- 1954年（昭和29年）4月13日 - 熊本県本渡市（現・天草市）本渡町広瀬で生まれる。
- 1972年（昭和47年） - 熊本県立天草高等学校卒業[5]。
- 1976年（昭和51年） - 多摩美術大学グラフィックデザイン科卒業[5]。
- 1983年（昭和58年） - 早川書房の月刊「S-Fマガジン」の表紙を2年間担当[6]。
- 1984年（昭和59年） - アメリカで作品がアートポスターになる。
- 1985年（昭和60年） - 東京にて個展。
- 1987年（昭和62年） - ノエビア化粧品の広告に使用される。
- 1989年（平成元年）  - 画集「テンプテーション」を出版。
- 1991年（平成3年）   - 東芝「ジャズを聞きたくて」シリーズのCD ジャケットに使用される。
- 1993年（平成5年）   - 画集「ICHIRO TSURUTA WORKS」を出版。
- 1995年（平成7年）   - 大津・大津市歴史資料館にて原画展。
- 1996年（平成8年）   - ハクビ総合学園の広告に使用される。
- 1997年（平成9年）   - 版画作品集「鶴田一郎の世界」を出版。
- 1998年（平成10年） - 淡路島・ミュージアムパーク・アルファビアにて原画展。
- 1999年（平成11年） - TBS ドラマ「週末婚」のタイトルバックに使用される。
- 2000年（平成12年） - 版画作品集「鶴田一郎の世界Vo.2」を出版。
- 2001年（平成13年） - パリにて個展。
- 2002年（平成14年） - 東京・日本橋三越にて展示会。以降2006 年まで毎年開催される。
- 2003年（平成15年） - 福岡・アクロス福岡にて原画展。
- 2005年（平成17年） - ニューヨーク・アートエキスポに出展。以降2007年まで。
- 2006年（平成18年） - 上海アートフェアに出展。
- 2007年（平成19年)    - 福岡三越ギャラリーにて「画業30年展」開催。
- 2007年（平成19年)    - 久留米工業大学客員教授就任。
- 2008年（平成20年） - 熊本・天草ギャラリーつる田 新作原画展。
- 2008年（平成20年） - 京都・ギャラリーニュートロン 新「琳派」作品＆新旧美人画の系譜展。
- 2008年（平成20年） - 広島・筆の里工房 新作原画展。
- 2009年（平成21年） - 京都・ジェイスピリット・ギャラリー 「花と美人画展」。
- 2010年（平成22年） - 京都駅ビル「The CUBE」広告に舞妓作品が使用される。以後2012年まで継続。
- 2010年（平成22年） - 京都・ちおん舎 「鶴田一郎展 -Breeze of Elegance-」。
- 2010年（平成22年） - 東京・銀座ギャラリーハウス「鶴田一郎展 -My Muse Forever-」。
- 2010年（平成22年） - 岡山・山陽新聞さん太ギャラリー「鶴田一郎 -花と美人画展-」。
- 2011年（平成23年） - 東京・青山アートフォーラム「鶴田一郎展 -My Muse Forever II-」。
- 2012年（平成24年） - 神戸・Gallery北野坂「鶴田一郎・美人画展」。
- 2012年（平成24年） - 熊本市現代美術館主催「アートパレード」審査員。
- 2012年（平成24年） - 博多阪急イベントホールにて「美人画30年の軌跡展」開催。
- 2013年（平成25年） - NHK熊本「くまもとの風〜玄海発見伝」で特集を放送される。
- 2013年（平成25年） - 熊本県山鹿市「天聽の蔵」にて個展。
- 2014年（平成26年） - 11月：熊本島田美術館にて個展
- 2014年（平成26年） - 12月：福岡石橋美術館にて個展
- 2015年（平成27年） - 3月：日韓芸術交流展示会／大田（韓国テジョン）
- 2015年（平成27年） - 11月：京都安楽寺にて個展
- 2017年（平成29年） - 11月：京都安楽寺にて個展
- 2018年（平成30年） - 7月：鹿児島山形屋にて個展
- 2018年（平成30年） - 7月：熊本島田美術館にて個展
- 2019年（平成31年） - 3月：アジア・ウィーク・ニューヨーク出展
- 2019年（平成31年） - 4月：ニューヨーク Onishi Gallery にて個展
- 2019年（令和元年） - 12月：art miami 30th ANNIVERSARY
- 2020年（令和2年） - 1月：PALM BEACH MODERN + CONTEMPORARY 2020  AN INTERNATIONAL FAIR Presented by art miami
- 2020年（令和2年） - 2月：鶴田一郎展 〜美と幻想のミューズたち〜（大丸京都店 6階「美術画廊」）
- 2022年（令和4年） - 7月：鶴田一郎VR展示会 唯一無二の線 – 鶴田一郎の軌跡（VRChat内特設ワールド）[7]

## 作品
- 天草四郎（天草切支丹館に展示）

### ポスター
- 山鹿灯籠まつり（1989年から毎年制作）
- 天草ほんど夏まつり（1993年から毎年制作）
- 京都駅ビル「The CUBE」（2010年から2012年）
- 人吉お城まつり（2012年）

### ラベル
- 遠野三山　女神の酒（2010年）